# Boy Trip
Fokele Hendrik Pieter Trip, dit Boy Trip, né le 10 octobre 1921 à Amersfoort et mort le 26 janvier 1990 à Amsterdam, est un entrepreneur et homme politique néerlandais membre du Parti politique des radicaux (PPR).

## Biographie

### Jeunesse, études et vie professionnelle
Il commence à travailler en 1942 dans une usine de granito à Eembrugge, un village de la province d'Utrecht. Il est promu trois ans plus tard cadre dirigeant. Bien qu'il conserve ce poste, il est envoyé en Indonésie en 1946, avec le grade de sous-lieutenant dans le service du renseignement militaire.
De retour aux Pays-Bas en 1949, il devient aussitôt directeur exécutif de Polak en Schwartz, une usine d'arômes et de parfums de Zaandam, en Hollande-Septentrionale. Il est diplômé deux ans après de l'université municipale d'Amsterdam (GU) en sciences politiques et sociales. En 1958, il est fait président du conseil d'administration de la filiale néerlandaise d'International Flavors and Fragrances (IFF), puis il prend la tête de la filiale européenne.

### Entre la politique et l'université
Il appartient initialement au Parti populaire catholique (KVP), mais il en démissionne et rejoint le Parti politique des radicaux en 1966, après la chute du gouvernement de Jo Cals causée par le président du groupe parlementaire KVP Norbert Schmelzer.
Il se retire du mondes des affaires en 1972, après avoir été désigné président du conseil d'administration de l'université d'Utrecht.
Le 11 mai 1973, Boy Trip est nommé à 51 ans ministre de la Politique scientifique dans le cabinet de coalition du Premier ministre travailliste Joop den Uyl. Au cours des élections sénatoriales du 6 juillet 1977, alors que le gouvernement assure l'expédition des affaires courantes depuis trois mois et demi, il est élu sénateur à la Première Chambre des États généraux. Il quitte l'exécutif le 19 décembre suivant.

### Après la politique
Ne se représentant pas à l'issue de son unique mandat parlementaire en 1981, il est choisi en 1982 pour présider le conseil d'administration du centre hospitalier universitaire de l'université d'Amsterdam. Il exerce cette responsabilité jusqu'à sa mort, en 1990.